# Stazione di Deptford
La stazione di Deptford è una stazione ferroviaria inglese posta sulla tratta comune della Southeastern e della Thameslink, nel quartiere di Deptford nel borgo londinese di Lewisham.
Fornisce un servizio quartorario per London Cannon Street e varie destinazioni del sud est, e uno semiorario per London St Pancras e London Dartford, e non ha stazioni della metropolitana nelle vicinanze.